# Araneus saevus
Araneus saevus es una especie de araña del género Araneus, tribu Araneini, familia Araneidae. Fue descrita científicamente por L. Koch en 1872.
Se distribuye por Canadá, Estados Unidos, Finlandia, Suecia, Rusia, Alemania, Noruega, Suiza, Estonia, Francia y Mongolia. La especie se mantiene activa durante todos los meses del año excepto en diciembre.